# Aija Putniņa
Aija Putniņa, po mężu Jurjāne (ur. 15 stycznia 1988 w Rydze) – łotewska koszykarka, występująca na pozycji środkowej, olimpijka, w sezonie 2022/2023 zawodniczka tureckiego Galatasaray.

## Osiągnięcia
Stan na 6 kwietnia 2023, na podstawie, o ile nie zaznaczono inaczej.

### NCAA
- Zaliczona do składu Big 12 Commissioner’s Honor Roll (jesień 2006)

### Drużynowe
- Mistrzyni:
  - Bałtyckiej Ligi Koszykówki (2012)
  - Litwy (2012)[4]
- Wicemistrzyni:
  - EuroCup (2011)
  - Węgier (2019)
- Zdobywczyni:
  - Pucharu Litwy (2012)[4]
  - Superpucharu Hiszpanii (2018)
- Uczestniczka międzynarodowych rozgrywek:
  - Euroligi (2011/2012, 2018/2019)
  - Eurocup (2009–2011, 2014–2019, od 2022)

### Indywidualne
(* – nagrody przyznane przez portal eurobasket.com)
- Zaliczona do*:
  - II składu ligi litewskiej (2012)[4]
  - składu honorable mention ligi:
    - hiszpańskiej (2013)[5]
    - tureckiej (2017)[6]
- Uczestniczka meczu gwiazd ligi włoskiej (2014)

### Reprezentacja
Seniorska
- Uczestniczka:
  - igrzysk olimpijskich (2008 – 9. miejsce)[7][8]
  - mistrzostw: 
    - świata (2018 – 13. miejsce)
    - Europy (2009 – 7. miejsce, 2011 – 8. miejsce, 2015 – 13. miejsce, 2017 – 6. miejsce)

  - kwalifikacji:
    - olimpijskich (2008 – 5. miejsce)
    - do Eurobasketu (2011, 2013, 2015, 2017, 2023)

  - turnieju FIBA Diamond Ball (2008 – 4. miejsce)

Młodzieżowe
- Uczestniczka:
  - uniwersjady (2007)
  - mistrzostw Europy:
  - U–20 (2007 – 12. miejsce)
  - dywizji B:
    - U–18 (2005, 2006)
    - U–16 (2004)

  - kwalifikacji do mistrzostw Europy U–16 (2003)